# Euphorbia tumbaensis
Euphorbia tumbaensis är en törelväxtart som beskrevs av De Wild.. Euphorbia tumbaensis ingår i släktet törlar, och familjen törelväxter.
Artens utbredningsområde är Kongo-Kinshasa. Inga underarter finns listade i Catalogue of Life.